# اماتیتان
اماتیتان (به اسپانیایی: Amatitán) یک منطقهٔ مسکونی در مکزیک است که در خالیسکو واقع شده‌است.

## خصوصیات
اماتیتان ۲۰۷٫۴۴ کیلومترمربع مساحت و ۱۳٬۴۳۵ نفر جمعیت دارد.